# Ruta europea E105
La E105 es parte de la red internacional de carreteras europeas, que es una serie de carreteras principales en Europa. Es una carretera de referencia de norte a sur, lo que significa que cruza Europa de norte a sur. 

## Descripción
La  comienza al sur de Kirkenes, Noruega, y recorre las carreteras , ,  y  en Rusia; las ,  y  de Ucrania hasta Yalta, Crimea (territorio en disputa). Los rusos la llaman Carretera de Crimea (Крымское шоссе), y de facto marcaron oficialmente la sección de la República de Crimea como 35А-002.

## Ruta
Noruega: 
- Kirkenes ().

 Rusia: 
- : frontera con Noruega - Pechenga - Murmansk - Kandalaksha - Belomorsk - Petrozavodsk - San Petersburgo.
- : San Petersburgo - Veliky Novgorod - Valday - Vyshny Volochyok - Tver - Klin - Solnechnogorsk - Moscú.
- : Moscú.
- : Moscú - Tula - Oriol - Kursk - Belgorod - frontera con Ucrania.

 Ucrania: 
- : frontera con Rusia - Járkov ().
- : Járkov - Hubynykha - Zaporizhia - Melitopol.
- : Járkov - Hubynykha - Zaporizhia - Melitopol, que son los mismos lugares por los que pasa la , pero por una autovía, hasta la ciudad de Dnipropetrovsk, donde vuelve a estar solamente la , acabándose el tramo de autovía.
- : Dzhankoy () - Simferópol - Alushta - Yalta.

## Historia
Hasta mediados de la década de 1990, la  fue designado como . Es ampliamente conocida la canción del grupo de rock "Alice" llamada "Ruta " del disco "Fool", dedicada a la carretera. Poco después del lanzamiento del álbum, se cambió la numeración de las carreteras europeas , por lo que esta carretera recibió la designación . La designación  ahora se ha asignado a la carretera que pasa por San Petersburgo hacia Pskov (y luego a Vitebsk - Gomel - Kiev - Odessa - Samsun).